# You Can't Stop the Girl
"You Can't Stop the Girl" é uma canção da cantora norte-americana Bebe Rexha, gravada para a banda sonora do filme da Disney de 2019 Maleficent: Mistress of Evil. Foi lançada como single em 20 de setembro de 2019. Foi incluída na trilha sonora do filme, que foi lançada em 18 de outubro de 2019.

## Histórico e promoção
Rexha anunciou o single em 17 de setembro de 2019, seguindo um trecho lançado no dia anterior. Os escritores de Flagpole Sita de Harvey Danger são creditados como compositores devido à semelhança melódica.

## Recepção critica
Claire Shaffer, da Rolling Stone, escreveu que a canção "transforma a história de Malévola em um hino clássico de empoderamento feminino [...] e permite que Rexha mostre sua impressionante faixa vocal." Escrevendo para a MTV, Trey Alston afirmou que "Bebe Rexha acaba de fornecer o hino para poder e resiliência neste inverno [...] Sendo que está ligado a algo tão grande, faz sentido que seja tão vívido e de olhos arregalados, pronto para retroceder para uma visão estrondosa. A inevitabilidade nunca pareceu tão forte."

## Videoclipe
O videoclipe "inspirador" foi dirigido por Sophie Muller. Apresenta Rexha liderando outras corretoras por uma cidade. O vídeo também mostra Rexha vagando por uma floresta "mágica" e "cheia de borboletas", enquanto usa um vestido preto brilhante e um capacete. O vídeo foi lançado em 15 de outubro de 2019.

## Créditos
Créditos adaptados do Tidal.
- Bebe Rexha - vocal, compositora
- The Futuristics - compositor, produtor
- Aaron Huffman - compositor
- Evan Sult - compositor
- Jeff Lin - compositor
- Micheal Pollack - compositor
- Nate Cyphert - compositor
- Sean Nelson - compositor
- Geoff Zanelli - orquestra e arranjador de coro
- Randy Merrill - mestre
- Manny Marroquin - mistura

## Desempenho nas paradas musicais
| Tabela musical (2019-2020)                   | Melhor posição |
| -------------------------------------------- | -------------- |
| Estados Unidos (Billboard Adult Top 40)      | 34             |
| Estados Unidos Kid Digital Songs (Billboard) | 1              |
| Estados Unidos (Billboard Mainstream Top 40) | 40             |
| Nova Zelândia Hot Singles (RMNZ)             | 31             |
| Países Baixos (Dutch Top 40)                 | 29             |
| Países Baixos (Single Top 100)               | 78             |

## Histórico de lançamento
| Região         | Data                   | Formato                    | Gravadora | Ref.         |
| -------------- | ---------------------- | -------------------------- | --------- | ------------ |
| Vários         | 20 de setembro de 2019 | Download digital streaming | Warner    | [ 3 ] [ 16 ] |
| Estados Unidos | 23 de setembro de 2019 | Adult contemporary radio   | Warner    | [ 17 ]       |